# Абелла
Абелла (Abella) — лікарка з Рима. В середині XIV століття вона викладала загальну медицину в Салернській лікарській школі. Ймовірно, народилася близько 1380, але точні дати народження і смерті невідомі.
Абелла читала лекції з лікувальної справи, жіночого здоров'я і про жовч. Спеціалізувалася в ембріології. Абелла написала два трактати: «De atrabile» («Про меланхолії») і «De natura seminis humani» («Про походження людської природи»), які не збереглися.
Абеллу включено в інсталяцію Джуді Чикаго на Поверсі спадщини.
Разом з Меркуріадою, Ребеккою де Гуарна і Франческою де Романа вважається однією з «Дам з Салерно», які від самого початку відвідували медичну школу в Салерно і сприяли «медичному відродженню» в Європі.